# Prvenstvo Republike Srpske Krajine u nogometu
Prvenstvo Republike Srpske Krajine u nogometu predstavljalo je nogometno natjecanje najvišeg ranga u nepriznatoj Republici Srpskoj Krajini. Prvenstvo je službeno organizirano tri puta, svaki put u drugačijem formatu.

## Povijest
Klubovi s područja koja su kasnije činila Republiku Srpsku Krajinu napustili su nogometni sustav Republike Hrvatske (tada dijelom Socijalističke Federativne Republike Jugoslavije) na kraju sezone 1990./91. Početkom sezone 1991./92. ti su klubovi zamrznuli status zbog ratne situacije. Nijedan klub tijekom povijesti nije igrao u Prvoj saveznoj ligi. Samo su tri kluba prethodno igrala u drugom rangu: Borovo, Mladost Petrinja i Šparta Beli Manastir. Mladost Petrinja završila je na zadnjem mjestu Međurepubličke lige – Zapad 1990./91. (3. rang), dok je Borovo bilo 8. u Hrvatskoj nogometnoj ligi – Istok 1990./91. (4. rang). Šparta Beli Manastir igrala je isto natjecanje sezonu prije i pritom ispala ostvarivši posljednje mjesto.
U Srbu je u kolovozu 1991. osnovan Inicijativan odbor koji je bio zadužen za stvaranje novog nogometnog sustava za te klubove. Prvo natjecanje organizirano je od ožujka do svibnja 1992. Prvak tog neslužbenog natjecanja 11 klubova sjeverne Dalmacije i Like bila je Bukovica Kistanje. Fudbalski savez Republike Srpske osnovan je 25. srpnja 1992. u Srbu. Bio je najstariji sportski savez u Republici Srpskoj Krajini. Bio je podijeljen na pet regionalnih saveza:
- Regionalni fudbalski savez Sjeverna Dalmacija i Lika, sa sjedištem u Kninu
- Regionalni fudbalski savez Banija i Kordun, sa sjedištem u Petrinji
- Regionalni fudbalski savez Zapadna Slavonija, sa sjedištem u Okučanima
- Regionalni fudbalski savez Istočna Slavonija i Zapadni Srem, sa sjedištem u Vukovaru
- Regionalni fudbalski savez Baranja, sa sjedištem u Belom Manastiru

## Pregled prvaka i sezona
| Sezona    | Prvak                | Format | Napomene                                                          |
| --------- | -------------------- | --- | ----------------------------------------------------------------- |
| 1992.     | Bukovica Kistanje    | 11 klubova iz sjeverne Dalmacije i Like. Igrano po jednostrukom bod-sistemu od ožujka do svibnja 1992. | neslužbeno prvenstvo                                              |
| 1992./93. | Banija Glina         | 59 klubova bili su svrstani u 5 regionalnih liga. Zbog Operacije Gusar (Maslenica) proljetni dio prvenstva odigran je samo u dvije lige koje su također imale i niži rang. Prvaci 5 liga (Banija Glina, Begovača Šeovica, Dinara Knin, Hajduk Mirko Mirkovci, Šparta Beli Manastir) sudjelovali su na završnom turniru za prvaka održanom u Glini i Petrinji od 1. do 6. kolovoza.                                                                             |                                                                   |
| 1993./94. | Šparta Beli Manastir | Klubovi su bili svrstani u 5 regionalnih liga od kojih je jedna bila podijeljena na još dvije: jedna za ličke klubove, a druga za sjevernodalmatinske klubove. Prvaci tih dviju podijeljenih liga igrali su za prvaka lige. Prvak (Dinara Knin) je uz preostala 4 prvaka nepodijeljenih liga (Banija Glina, Begovača Šeovica, Borac Bobota, Šparta Beli Manastir) sudjelovala na završnom turniru za prvaka koji je održan u Belom Manastiru, Dardi i Kneževu. |                                                                   |
| 1994./95. | Nitko                | Klubovi su bili svrstani u dvije grupe: zapadnu i istočnu. | prekinuto i nikad dovršeno u kolovozu 1995. zbog Operacije Oluje. |

## Sudionici (1993./94.)
Izvor:
| Zapadna Slavonija - Balkan Jasenovac - Begovača Šeovica - FK Bodegraj - Gradina Trnakovac - Hajduk Pakrac - Psunj Okučani - Sloboština Vrbovljani - SRSK Smrtić – Ratkovac - Veterani Okučani - 8. maj Okučani | Banija i Kordun - Banija Glina - Budućnost Knežević Kosa - Jedinstvo Dvor na Uni - Kordun-Savić Krnjak - Mladost Kostajnica - Mladost Petrinja - Mladost Topusko - Petrova gora Vojnić - PPG Šamarica Rujevac - Slunj - OFK Vrginmost - 6. maj Veljun | Sjeverna Dalmacija - Bukovica Kistanje - Dinara Knin - Jedinstvo Islam Grčki - Kričke Drniš - Rudar Obrovac - Velebit Benkovac | Lika - FK Gračac - Jedinstvo Donji Lapac - Krbava Udbina - Lika – MOL Teslingrad - Partizan Titova Korenica - FK Plaški - Plitvice Plitvička Jezera - Ustanak Srb | Istočna Slavonija i Zapadni Srem (nepotpuni popis) - Borac Bobota - Borovo - Hajduk Mirko Mirkovci - Sinđelić Trpinja - Vuteks Vukovar | Baranja (nepotpuni popis) - FK Darda - Šparta Beli Manastir |  |

## Kup
U sezoni 1993./94. jedini put je organiziran kup Republike Srpske Krajine. Sudjelovala su 102 kluba.  U finalu odigranom u Kninu 2. srpnja 1994., Bukovica Kistanje pobijedila je Špartu Beli Manastir 3:1. Neposredno prije početka finala odigrana je prijateljska utakmica između policajaca Republike Srpske Krajine i Srbije koja je završila pobjedom Srbije. Bukovica je 1994. igrala superkup s Kozarom, osvajačem Kupa Republike Srpske 1993./94., koju je porazila.